# Jesús José Sagredo Zuloaga
Jesús José Sagredo Zuloaga, quien usó más su nombre de Jesús J. Sagredo (Salinas de Léniz, provincia de Guipúzcoa; 25 de diciembre de 1874-Sevilla; 5 de abril de 1923), historiador, bibliógrafo, organista y compositor dominico.

## Biografía
Estudió música en el Seminario de Vergara. En 1890 ingresó en el noviciado de la Orden de Predicadores de Padrón (La Coruña), para continuar sus estudios en Salamanca y concluirlos en el convento de Santo Domingo de Jerez de la Frontera (Cádiz). Ya ordenado sacerdote, simultaneó la predicación en los conventos de Jerez, Cádiz, Córdoba, Almagro y Sevilla con la investigación histórica y la composición musical. Fue nombrado Cronista Oficial de la Provincia Dominicana de Andalucía por el Capítulo provincial el 23 de abril de 1915. Su producción musical engloba motetes, salves, letanías, himnos y misas. Como erudito, su contribución más importante es una Bibliografía dominicana de la provincia Bética (1922)

## Obras
- Bibliografía dominicana de la provincia Bética, 1515-1921 Almagro: Tip. de Nuestra Señora del Rosario, 1922.
- La Hermandad del Rosario del Convento de Regina-Angelorum del Orden de Predicadores y la Real Maestranza de Cavallería de Sevilla' 'Sevill : Hijos de Luis Márquez, 1923.
- Memoria biográﬁca del padre Alvarado

- Datos: Q6452312